# Cedusa incisa
Cedusa incisa är en insektsart som först beskrevs av Metcalf 1923.  Cedusa incisa ingår i släktet Cedusa och familjen Derbidae. Inga underarter finns listade i Catalogue of Life.